# Cèl·lules U87MG
Les U87MG són una línia cel·lular de càncer de glioblastoma humà (GBM) àmpliament utilitzada en biologia cel·lular i recerca biomèdica. Aquest llinatge, anomenat típicament U-87 es va establir el 1968 a la Universitat d'Uppsala. Prové d'un pacient de 44 anys amb càncer cerebral en estadi IV. Des del 2016 s'ha acceptat que la majoria de les cèl·lules U87 utilitzades en recerca ja no són les del pacient original, entre altres coses perquè tenen un cromosoma Y2.

## Història
Coneguda formalment com a U-87 MG (abreviatura de Uppsala 87 Maligne Glioma), la línia cel·lular U87 es va obtenir el 1966 a la Universitat d'Uppsala. Es creia que la línia cel·lular s'havia dipositat al Memorial Sloan Kettering Cancer Center el 1973, després del qual l'ATCC la va obtenir el 1982. Tanmateix, el 2016 es va trobar que la versió d'U87MG d'ús habitual (de l'ATCC) no era idèntica a les cèl·lules obtingudes de la pacient esmentada. L'anàlisi del perfil d'ADN i la posició de l'ADNmt suggereixen que la línia Uppsala U-87 MG és autèntica al teixit tumoral original mentre que la línia ATCC U-87 MG no ho és. La línia ATCC és probablement una línia cel·lular de glioblastoma humà de bona fe d'origen desconegut. El genoma U87GM es va seqüenciar i la seqüència sencera es va publicar a la revista PLoS Genetics 2010. La U-87 MG es pot obtenir de l'American Type Culture Collection (ATCC) on es coneix pel número d'accés HTB-14 i s'informa que la línia cel·lular prové d'un pacient masculí d'edat desconeguda.

## Característiques
Els U87 són cèl·lules amb morfologia epitelial derivades de cèl·lules glials. Com la majoria de cèl·lules canceroses, tenen moltes anomalies genètiques, inclosa la hipodiploïdia, amb el 48% de les cèl·lules amb 44 cromosomes en lloc de 46.

## Condicions de cultiu
Les cèl·lules U87 es cultiven a 37 °C en una atmosfera de diòxid de carboni al 5%.
El medi de creixement que s'empra generalment per a cultivar les cèl·lules U87 és l'Eagle's minimum essential medium (EMEM) suplementat amb un 10% sèrum fetal de boví (FBS, sigles de l'anglès) + 100 U/mL de penicil·lina + 100 µg/mL d'estreptomicina.